# Kunszentmiklós
Kunszentmiklós é uma cidade da Hungria, situada no condado de Bács-Kiskun. Tem 172,11 km² de área e sua população em 2019 foi estimada em 8.248 habitantes.